# Hamcearca, Tulcea
Hamcearca (în turcă Hançerka) este satul de reședință al comunei cu același nume din județul Tulcea, Dobrogea, România. Se află în partea de nord-vest a județului, în partea de sud a munților Măcin, pe malul drept al Taiței.
Denumirea pare a fi ambiguă etimologic. 1) în turcește han+ cearca, însemnând Hanul rotund.2) Anciar, sau Gonciar, însemnând în limba ucraineană o preocupare meșteșugărească a olăritului, însemnând localitatea acelor meseriași. Este menționată de Ion Ionescu de la Brad la 1850 doar ca Mănăstire rusească.
De drept ea este locuită în majoritate de etnici ucraineni, cunoscuți și sub numele de haholi, iar printre numele de familie se regăsesc; Ikimov, Naum, Hamcerenko, Alexe, Irimia, Petrov; Kacenku, ș.a. transfugi din Imperiul Rus, din secolul al XVIII-lea, în imperiul vecin inamic, otoman. Conform datelor istorice prezentate de I.Ionescu de la Brad de la 1850, refugiații ucraineni în localitate sau în cea vecină ,,Giaferkioi Rus" ar fi ajuns după declanșarea Războiului Crimeii (1853-1856). Mânăstirea era anterioară întemeierii satului. Adăugăm ceva cunoscut, anume, prezența actuală a „lutăriilor” a loesului galben ce se pretează și la fabricarea vaselor și arte factelor din lut. Biserica fostei mănăstiri cu hramul„ Adormirea Maicii Domnului a rezistat, ce-i drept, consolidată, până în prezent. Cărțile de cult se pot vedea la Muzeul Mănăstirii Cocoșu. A fost o vreme parohie, dar dintr-un raport al sătenilor care refuzau ca centru parohial, cu avizul primăriei din 1975 sediul parohial se află în satul Nifon. Prin mijlocul comunei curge râul Taița.